# Tel'tak
En la serie de ciencia ficción Stargate SG-1, el Tel'tak es una nave de carga Goa'uld (también referido como una nave de exploración) capaz de viajes por el hyperspacio. Como parte esencial de cualquier flota Goa'uld, esta nave versátil se utiliza lo más a menudo posible para transportar tropas o carga a través de los planetas en poder de los Goa'uld. Aunque carecen de armas, los Anillos de transporte hacen de esta nave una manera eficaz de navegar por la galaxia.

## Papel y Diseño
Mientras que el propósito primario del Tel'tak es llevar carga, es útil simplemente como nave de transporte de tropas, o para operaciones secretas debido a que por su naturaleza y flexibilidad es bastante escurridiza. El Tel'tak se divide en dos secciones: el área del vuelo y el compartimiento de carga. Un tabique hermético, que puede ser removido, separa las dos secciones. El área de vuelo contiene los controles de vuelo, la navegación, y de los Anillos de transporte; también posee las vainas de escape, los asientos para el piloto y los copilotos, y el suministro de aire. El área de carga contiene los Anillos de transporte. Para trabar las puertas del compartimiento, un miembro del equipo debe colocar la combinación correcta de cinco símbolos a partir de un teclado de 6 botones con escritura Goa'uld, ubicado en la pared a un lado de las puertas.

### Consolas de la Nave
La consola de navegación principal y la consola ambiental están situadas en la cubierta de vuelo detrás de la carlinga y cubiertas por una capucha de metal. Este es el centro de control de la nave y controla los motores, escudos, soporte de vida y en algunos de los modelos avanzados, el dispositivo de camuflaje. El dispositivo de camuflaje es opcional. En la carlinga, la consola de manejo contiene un globo rojo que brilla intensamente. Para realizar ajustes en la velocidad o en la dirección de la nave, el piloto mueve el globo con sus manos. Una sola persona puede volar un Tel'tak, aunque los Goa'uld asignan generalmente a varios copilotos para misiones más largas. Los amortiguadores de inercia permiten que el equipo y los pasajeros sigan estando relativamente estables durante las maniobras.

### Vainas de Escape
En caso de que una nave de carga Tel'tak se encuentre bajo fuego enemigo o vuele fuera de control, el equipo puede salvarse del peligro usando las vainas del escape. Las vainas, contenidas en la cubierta de vuelo de la nave, tienen el tamaño de un ataúd o un sarcófago pequeño. Si la situación lo requiere, un miembro del equipo puede entrar en una vaina, que están situadas a lo largo del tabique hermético, y cerrarla desde el interior. La vaina entonces es expulsada a gran velocidad del Tel'tak en una trayectoria predeterminada. Tiene amortiguadores de inercia y capacidades limitadas de soporte de vida para asegurar la comodidad relativa del pasajero. Comúnmente, una nave de carga Tel'tak lleva cuatro vainas de escape.

### Dispositivo de Camuflaje
Algunos Tel'tak llevan un dispositivo de camuflaje que permite a la nave ser invisible a simple vista, así como la mayoría de los sensores. Aunque Anubis, usando tecnología antigua, podía ver a través de este camuflaje.

### Autodestrucción
Aunque no hay armas a bordo del Tel'tak, contiene un mecanismo manual de autodestrucción, que se puede activar desde la consola de navegación. Durante la cuenta regresiva, los símbolos que se iluminan alrededor de la consola indican el tiempo restante. Una vez que la cuenta regresiva de la autodestrucción ha comenzado el procedimiento puede ser detenido solamente insertando los tres cristales pequeños en la consola para eliminar el comando.
- Datos: Q10750731